# لو كنت غني (فلم)
لو كنت غني فيلم مصري تم إنتاجه عام 1942، وهو أول أفلام الكاتب الكبير أبو السعود الإبياري، ومن إخراج هنري بركات، و بطولة بشارة واكيم وإحسان الجزايرلي وعبد الفتاح القصري.

## فريق العمل
إخراج: هنري بركات

تأليف:
- أبو السعود الأبياري (قصة وحوار)
- هنري بركات (سيناريو)

إنتاج: لوتس فيلم (آسيا داغر)

### بطولة
- بشارة واكيم
- إحسان الجزايرلي
- عبد الفتاح القصري
- محمد الديب
- يحيى شاهين
- ثريا حلمي
- حسن كامل
- سميرة كمال

## روابط خارجية
- مقالات تستعمل روابط فنية بلا صلة مع ويكي بيانات